# Richard Hunt (rzeźbiarz)
Richard Hunt (ur. 12 września 1935 w Chicago, zm. 16 grudnia 2023 tamże) – amerykański rzeźbiarz.

## Życiorys
Richard Hunt od wczesnych lat interesował się sztuką, jego matka była artystką. Uczęszczał do Englewood Technical Prep Academy, a następnie studiował w School of the Art Institute of Chicago.